# Miodrag Mladenović
Miodrag Mladenović (* 14. Juni 1964 in Zemun, Belgrad) ist ein serbischer Großmeister der Schachkomposition.

## Schachkomposition
Mladenović erlernte das Schachspiel im Alter von vier Jahren. Mit 14 Jahren begann er, Schachaufgaben zu komponieren, nachdem er von seinem Vater, dem Schachkomponisten Slobodan Mladenović, die Schachkomposition erlernte.
Mit Abschluss des Jahres 2007 waren 315 seiner Schachkompositionen veröffentlicht. Bis zum FIDE-Album 2001-2003 erreichte er 72,17 Punkte, wofür ihm 2007 beim Treffen der PCCC in Rhodos der Titel Großmeister für Schachkomposition verliehen wurde.
Mladenović trägt den Titel eines Großmeisters im Lösen von Schachkompositionen. Im Juli 2012 war er mit einer Wertungszahl von 2613 auf Platz 13 der Weltrangliste. Seine höchste Wertungszahl im Lösen von Schachkompositionen war 2640.
|   | a | b | c | d | e | f | g | h |   |
| 8 |   |   |   |   |   |   |   |   | 8 |
| 7 |   |   |   |   |   |   |   |   | 7 |
| 6 |   |   |   |   |   |   |   |   | 6 |
| 5 |   |   |   |   |   |   |   |   | 5 |
| 4 |   |   |   |   |   |   |   |   | 4 |
| 3 |   |   |   |   |   |   |   |   | 3 |
| 2 |   |   |   |   |   |   |   |   | 2 |
| 1 |   |   |   |   |   |   |   |   | 1 |
|   | a | b | c | d | e | f | g | h |   |

Lösung:

In diesem Selbstmatt existiert mit 1. Td3? eine Verführung, die an 1. … Tc1 scheitert. Nicht ausreichend wären 1. … fxe1S 2. e8S+ Kxd8 3. Sdf6+ Sxd3 matt sowie 1. … fxe1L 2. b8L+ Kc8 3. Tc3+ Lxc3 matt.

Es löst 1. Td5–d2! mit der Drohung 2. Tc2+ Kd6 3. Dd1+ Txd1 matt und den folgenden Varianten:

1. … fxe1L 2. e7–e8S+ Kc7xd8 3. Sd7–f6+ Le1xd2 matt

1. … fxe1S 2. b7–b8L+ Kc7–c8 3. Td2–c2+ Se1xc2 matt

1. … Tb1–c1 2. Td2–c2+ Tc1xc2 3. Lh2xg3+ Sh1xg3 matt.

## Privates
Miodrag Mladenović lebte über zehn Jahre lang in Chicago und ist als Bürger Serbiens und der Vereinigten Staaten mehrstaatig. Derzeit arbeitet er für das Belgrader Microsoft Development Center.